# دار الصلابة

تعديل مصدري - تعديل

دار الصلابة هي إحدى قرى عزلة القارة بمديرية رصد التابعة لمحافظة أبين، بلغ تعداد سكانها 52 نسمة حسب تعداد اليمن لعام 2004.